# Кінофестиваль у Малібу
Міжнародний кінофестиваль у Малібу (англ. The Malibu International Film Festival) — це кінофестиваль і некомерційна організація, заснована у 1997 році, що є вітриною для незалежних американських і міжнародних фільмів.
Програма МКФМ включає в себе світові та американські прем'єри з акцентом на впровадження нових кінематографістів у кіноіндустрію.
Кінофестиваль за час його існування відвідало та вшанувало багато знаменитих акторів і кіноперсон, включаючи Джеймса Камерона та Малкольма Макдавелла.

## Нагороди
- Найкращий документальний фільм
- Нагорода за найкращий короткометражний фільм
- Нагорода за найкращий живий короткометражний фільм
- Нагорода за найкращий анімаційний фільм
- Нагорода за створення студентського фільму
- Приз глядацьких симпатій
- Спеціальний вибір журі